# Metalaphria
Metalaphria is een vliegengeslacht uit de familie van de roofvliegen (Asilidae).

## Soorten
- M. australis Ricardo, 1912